# Halichondria cebimarensis
Halichondria cebimarensis är en svampdjursart som beskrevs av Carvalho och L. Hajdu 200. Halichondria cebimarensis ingår i släktet Halichondria och familjen Halichondriidae. Inga underarter finns listade i Catalogue of Life.